# دون برودهيرست
دون برودهيرست (بالإنجليزية: Don Broadhurst) هو ملاكم محترف بريطاني يصنف ضمن فئة وزن الذبابة. حقق الميدالية الذهبية في دورة ألعاب الكومنولث 2006.

## إحصائيات
خاض خلال مسيرته 22 نزالا، فاز في 18 وتعادل في 1 وخسر في 3. فاز بالضربة القاضية في 4 نزالا.

## الميداليات
| الميدالية | المسابقة                  |
| --------- | ------------------------- |
| ذهبية     | دورة ألعاب الكومنولث 2006 |

## روابط خارجية
- دون برودهيرست على موقع بوكس ريك (الإنجليزية) (registration required)